# Pickeringita
La pickeringita és un mineral del grup halotriquita, de la classe dels sulfats. Rep el seu nom del lingüista i filòleg americà John Pickering (1777-1846).

## Característiques
La pickeringita és un sulfat d'alumini i magnesi de fórmula MgAl₂(SO₄)₄(H₂O)₁₇·5H₂O. Cristal·litza en el sistema monoclínic, i es troba formant incrustacions i eflorescències. Rarament forma cristalls aciculars, radials o agregats. Té una fractura concoidal i una ratlla més clara que el color. És un mineral tou, i la seva duresa a l'escala de Mohs oscil·la entre 1,5 i 2. Es disgrega progressivament amb l'aire i perd aigua quan s'escalfa. Pertany al grup halotriquita, espècie amb la qual forma una sèrie de solució sòlida. També forma almenys una sèrie parcial cap a l'apjohnita.
Segons la classificació de Nickel-Strunz, la pickeringita pertany a «07.CB: Sulfats (selenats, etc.) sense anions addicionals, amb H₂O, amb cations de mida mitjana» juntament amb els següents minerals: dwornikita, gunningita, kieserita, poitevinita, szmikita, szomolnokita, cobaltkieserita, sanderita, bonattita, aplowita, boyleita, ilesita, rozenita, starkeyita, drobecita, cranswickita, calcantita, jôkokuita, pentahidrita, sideròtil, bianchita, chvaleticeita, ferrohexahidrita, hexahidrita, moorhouseita, nickelhexahidrita, retgersita, bieberita, boothita, mal·lardita, melanterita, zincmelanterita, alpersita, epsomita, goslarita, morenosita, alunògen, meta-alunògen, aluminocoquimbita, coquimbita, paracoquimbita, rhomboclasa, kornelita, quenstedtita, lausenita, lishizhenita, römerita, ransomita, apjohnita, bilinita, dietrichita, halotriquita, redingtonita, wupatkiita i meridianiita.

## Formació i jaciments
És un mineral secundari comú format per l'alteració de la pirita en roques aluminoses o en els filons de carbó. Es troba a la zona oxidada de dipòsits minerals hidrotermals pirítics, en general en les zones àrides. Sol trobar-se associada a altres minerals com: kalinita, alunògen, epsomita, melanterita, copiapita i guix. Als territoris de parla catalana ha estat descrita a les mines d'Alum de La Vilella Alta (Priorat) i a les mines de la Riera de Cervelló (Baix Llobregat).

## Varietats
Es coneixen tres varietats:
- La ferropickeringita, una varietat rica en ferro.[7]
- La kasparita, una varietat rica en cobalt.[8]
- La pickeringita mangànica, una varietat en què el manganès pot substituir (Mg, Fe) en la sèrie que es forma cap a l'apjohnita.[9]